# Campeonato Mundial de Clubes de Voleibol Masculino
O Campeonato Mundial de Clubes de Voleibol Masculino é um torneio internacional de clubes de voleibol masculino organizado pela Federação Internacional de Voleibol (FIVB). É a competição mais importante em nível de clubes do mundo. Participam do torneio os clubes campeões continentais da América do Sul (CSV), da Europa (CEV), da Ásia e Oceania (AVC), da África (CAVB), o campeão nacional do país-sede e um representante da NORCECA.
Criada em 1989, a versão masculina foi disputada por quatro temporadas até ser descontinuada em 1992. Retornou em 2009, com a participação de oito clubes, sendo disputada em Doha, no Catar, até 2012. Em 2013, a competição ocorreu na cidade de Betim, em Minas Gerais. Foi realizada entre os dias 15 e 20 de outubro, tendo como campeão o time anfitrião, Sada Cruzeiro.

## Histórico
O Campeonato Mundial de Clubes foi criado pela FIVB em 1989 como a mais importante competição de clubes. Foi, e ainda é hoje, a única competição de clubes em nível mundial.
A primeira edição foi disputada na Itália, especificamente em Parma, e viu a vitória do time da casa. A segunda edição confirmou a tendência do ano anterior com a vitória do time milanês na competição disputada em Milão. Apesar da mudança de sede a edição de 1991 sagrou mais uma equipe italiana campeã mundial: o Porto Ravenna Volley bateu o anfitrião Banespa na decisão. A última edição foi a de 1992, que foi disputada em Treviso, na qual os anfitriões foram derrotados por Gonzaga Milano, que conquistou seu segundo título.
Depois de quatro edições a competição, que só havia sido conquistada por equipes italianas, foi cancelada. A FIVB decidiu restaurar o Mundial de Clubes em 2009, após 17 anos de ausência. A nova sede escolhida foi Doha, capital do Catar, após a renúncia de Dubai, Emirados Árabes Unidos. Pela primeira vez foi testada a golden formula, um modo de jogo já testado durante vários anos no Catar. Esta regra estabelecia que o primeiro ataque de cada equipe devia ser feito do fundo de quadra. A intenção dos organizadores desta notícia era aumentar a duração do jogo e intensificar a emoção. Apesar de sua longa ausência no calendário do voleibol internacional, o torneio terminou do mesmo jeito que todas as outras edições: com a vitória de uma equipe italiana, o Trentino Volley.
Na edição de 2010 foi abandonada a golden formula, pois em um encontro técnico chegou-se à conclusão de que a regra não atendeu às expectativas. Nesta e nas duas edições seguintes manteve-se a sede do evento e o Trentino Volley conquistou o título, tornando-se o clube mais vitorioso da competição. Em 2024, o Sada Cruzeiro bateu o próprio Trentino Volley na edição do Mundial de Clubes e alcançou também seu 5º título, igualando a equipe italiana.

## Formato da competição
Com exceção da edição de 1989, que foi disputada por seis equipes, a competição contou com a presença de oito clubes. Nas edições a partir de 2009 a composição do torneio continha quatro campeões continentais, uma indicação da NORCECA, o campeão ou representante do país sede e dois clubes convidados, todos divididos em dois grupos de quatro equipes cada. Após uma primeira fase disputada em sistema de turno único em pontos corridos dentro de cada grupo classificam-se para as semifinais as duas primeiras colocadas de cada grupo. As classificadas se enfrentam em cruzamento olímpico; as equipes vencedoras das semifinais se classificam para a final e as perdedoras, para a disputa de terceiro lugar.

## Medalhas

### Por clube
| Pos. | Equipe                   | Campeão | Vice-campeão | Terceiro lugar |
| ---- | ------------------------ | ------- | ------------ | -------------- |
| 1    | Trentino Volley          | 5       | 2            | 3              |
| 2    | Sada Cruzeiro            | 5       | 2            | 2              |
| 3    | Gonzaga Milano           | 2       | 0            | 1              |
| 4    | Sir Safety Umbria Volley | 2       | 0            | 0              |
| 5    | Lube Civitanova          | 1       | 3            | 0              |
| 6    | Zenit Kazan              | 1       | 2            | 3              |
| 7    | Pallavolo Parma          | 1       | 0            | 1              |
| 8    | Belogore Belgorod        | 1       | 0            | 0              |
| 8    | Porto Ravenna Volley     | 1       | 0            | 0              |
| 10   | Skra Bełchatów           | 0       | 2            | 1              |
| 11   | EC Banespa               | 0       | 2            | 0              |
| 12   | Al-Rayyan SC             | 0       | 1            | 0              |
| 12   | CSKA Moscou              | 0       | 1            | 0              |
| 12   | Jastrzębski Węgiel       | 0       | 1            | 0              |
| 12   | Lokomotiv Novosibirsk    | 0       | 1            | 0              |
| 12   | Sisley Volley            | 0       | 1            | 0              |
| 12   | Minas TC                 | 0       | 1            | 0              |
| 18   | UPCN Voley Club          | 0       | 0            | 2              |
| 19   | CA Pirelli               | 0       | 0            | 1              |
| 19   | Olympiacos Pireu         | 0       | 0            | 1              |
| 19   | Paykan Tehran            | 0       | 0            | 1              |
| 19   | Fakel Novy Urengoy       | 0       | 0            | 1              |
| 19   | Suntory Sunbirds         | 0       | 0            | 1              |
| 19   | Foolad Sirjan            | 0       | 0            | 1              |

### Por país
| Ordem | País            | Medalha de ouro | Medalha de prata | Medalha de bronze |    |
| ----- | --------------- | --------------- | ---------------- | ----------------- | -- |
| 1     | Itália          | 12              | 6                | 5                 | 22 |
| 2     | Brasil          | 5               | 5                | 3                 | 13 |
| 3     | Rússia          | 2               | 3                | 4                 | 9  |
| 4     | Polônia         | 0               | 3                | 1                 | 4  |
| 5     | Catar           | 0               | 1                | 0                 | 1  |
| 5     | União Soviética | 0               | 1                | 0                 | 1  |
| 7     | Argentina       | 0               | 0                | 2                 | 2  |
| 7     | Irão            | 0               | 0                | 2                 | 2  |
| 9     | Grécia          | 0               | 0                | 1                 | 1  |
| 9     | Japão           | 0               | 0                | 1                 | 1  |

## MVPspor edição
- 1990 – ITA Claudio Galli[10]
- 1991 – USA Karch Kiraly[10]
- 1992 – ITA Lorenzo Bernardi[10]
- 2009 – BGR Matej Kazijski[10]
- 2010 – CUB Osmany Juantorena[10]
- 2011 – CUB Osmany Juantorena[10]
- 2012 – ITA Osmany Juantorena[10]
- 2013 – BRA Wallace de Souza[10]
- 2014 – RUS Dmitriy Muserskiy[10]
- 2015 – CUB Yoandy Leal[10]
- 2016 – BRA William Arjona[11][12]
- 2017 – ITA Osmany Juantorena[13]
- 2018 – USA Aaron Russell
- 2019 – BRA Bruno Rezende
- 2021 – CUB Miguel López
- 2022 – ITA Simone Giannelli
- 2023 – UKR Oleh Plotnytskyi
- 2024 – BRA Wallace de Souza